# Armillaria
Арміларія, опеньок (Armillaria) — рід грибів родини Physalacriaceae.

## Назва
Рід інколи називають опеньок, оскільки до нього належить відомий гриб опеньок осінній справжній (Armillaria ostoyae).
В англійській мові має назву медовий гриб (англ. honey fungi) за назвою виду Armillaria mellea. У Манітобі, Канада гриби цього виду мають назву pidpenky, що походить від українського підпеньки.

## Будова
Арміларія — паразитичний гриб, що живе на деревах та кущах. Викликає хворобу та загибель дерев. Ризоморфи гриба проникають у живе дерево між корою і деревиною і транспортують з них воду і поживні речовини до своїх плодових тіл. На відміну від чистих паразитів, що контролюють свій ріст, щоб не убити хазяїна, арміларія є факультативним сапрофітом, що може також жити на мертвих залишках рослин. Тому його поява в лісі несе серйозну небезпеку для дерев. Плодові тіла ростуть групами. Шапинки жовто-коричневі, можуть бути липкими у вологу погоду. Кільце на ніжці трапляється нерегулярно.

## Цікаві факти
Особини цього роду можуть жити дуже довго і займати велику територію. Один організм Armillaria ostoyae покриває 8,4 км² у лісовому заповіднику Малур в Орегоні. Орієнтовна вага його 600 т., а вік — 2 тис. років. Це ймовірно єдиний гриб, що має власне ім'я — Humongous Fungus, що перекладається як Велетенський гриб.

## Види
- Armillaria affinis
- Armillaria borealis
- Armillaria calvescens
- Armillaria cepistipes
- Armillaria ectypa
- Armillaria fumosa
- Armillaria fuscipes
- Armillaria gallica
- Armillaria gemina
- Armillaria heimii
- Armillaria hinnulea
- Armillaria jezoensis
- Armillaria limonea
- Armillaria lutea
- Armillaria luteobubalina
- Armillaria mellea
- Armillaria nipponica
- Armillaria nabsnona
- Armillaria novae-zelandiae
- Armillaria ostoyae
- Armillaria pallidula
- Armillaria sinapina
- Armillaria singula
- Armillaria tabescens

## Галерея

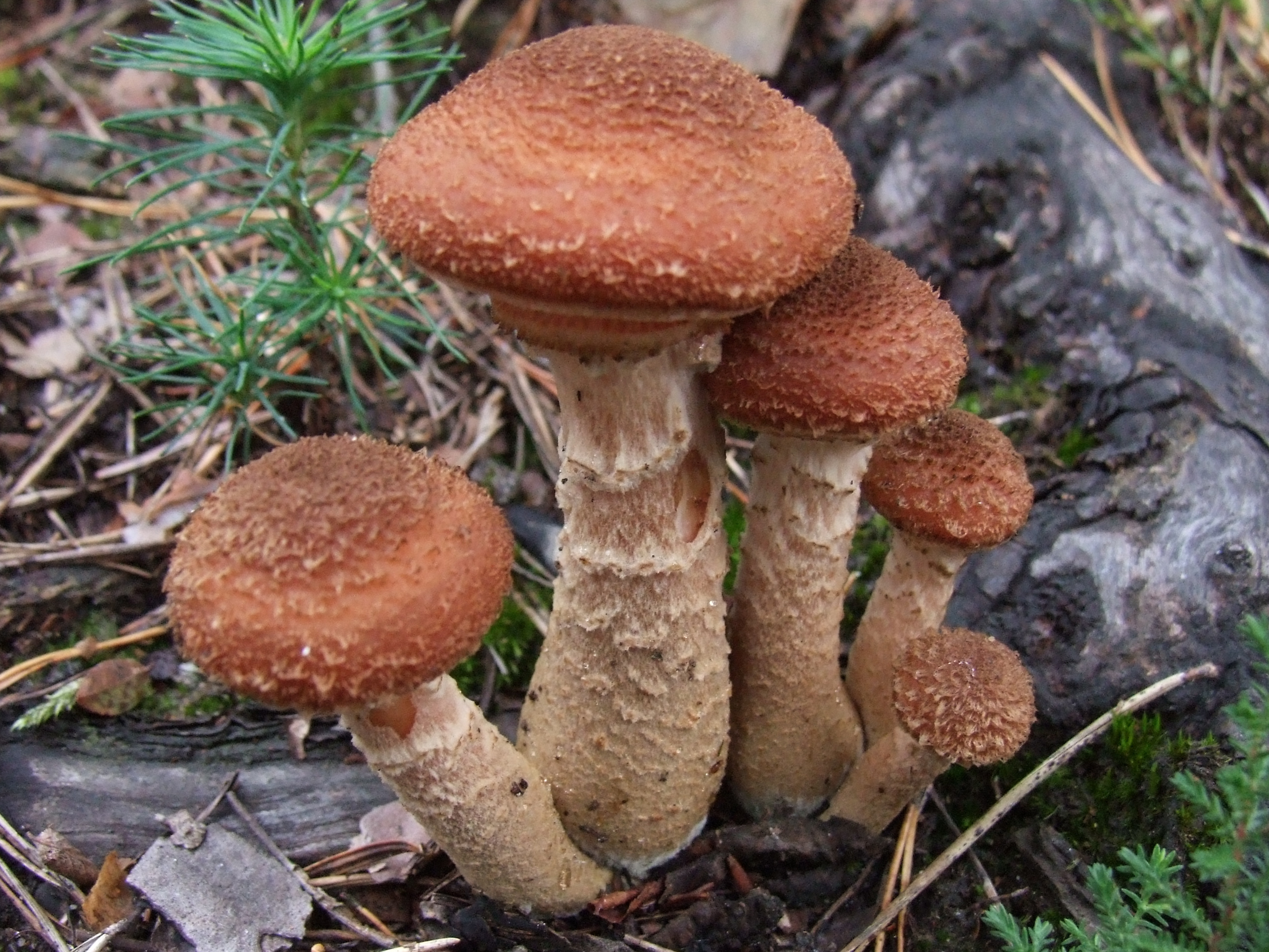
Armillaria ostoyae
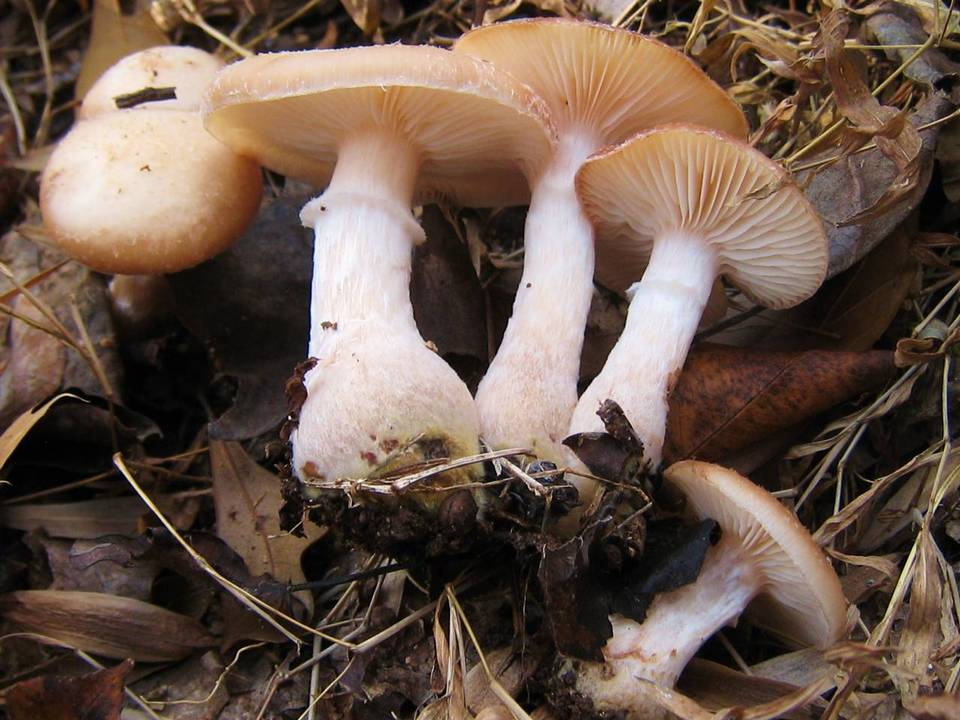
Armillaria gallica
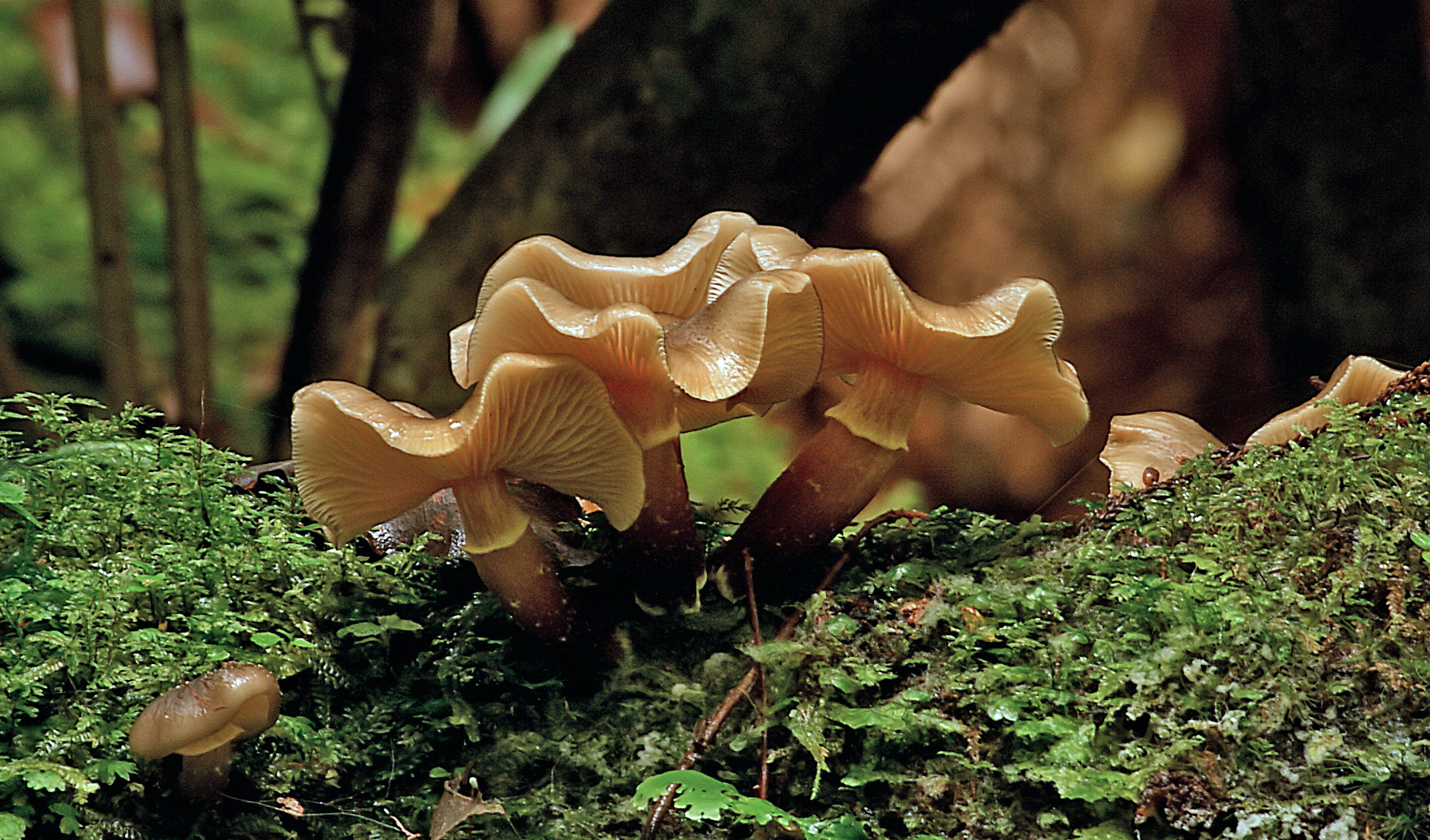
Armillaria_novae-zelandiae
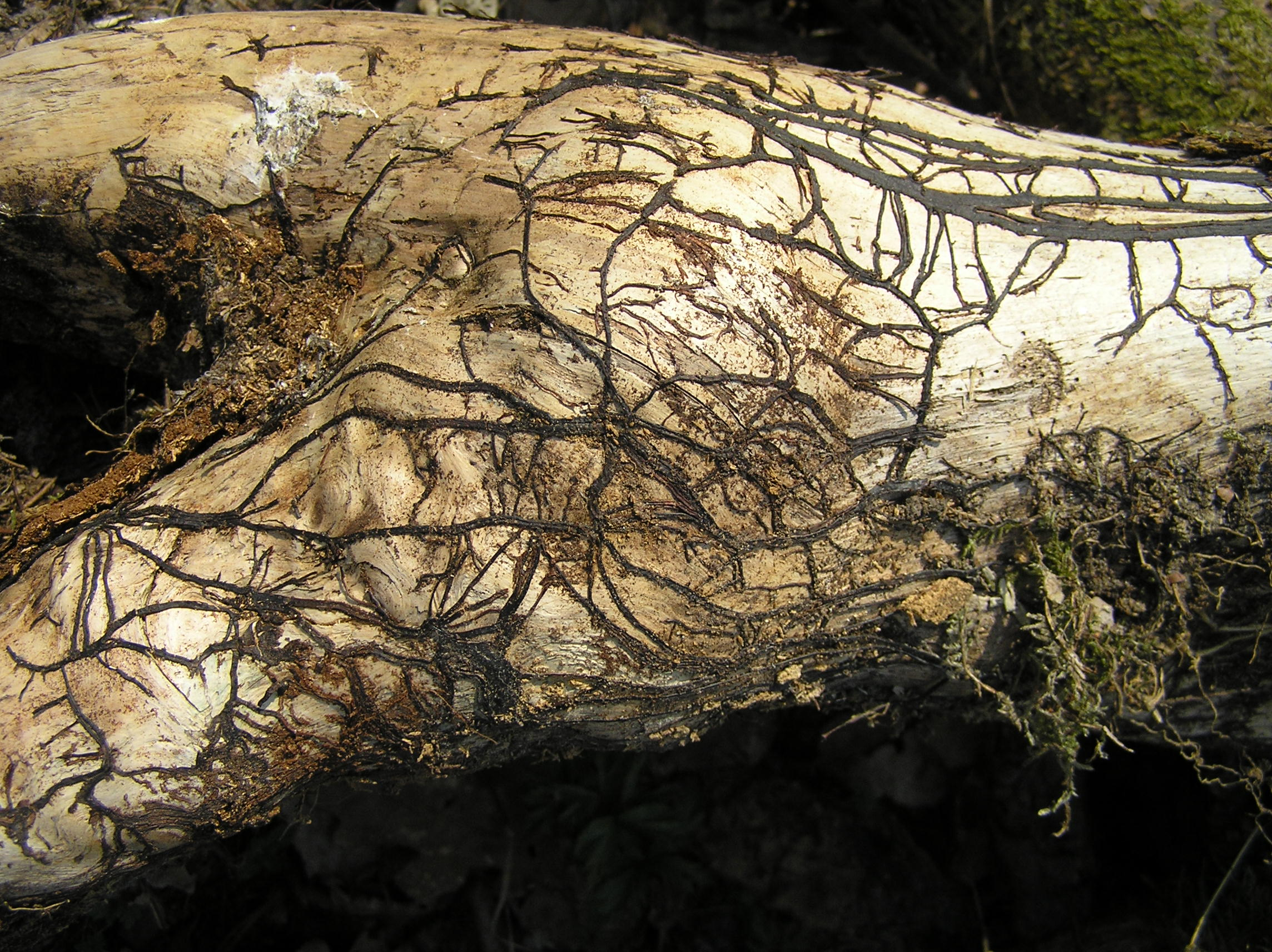
Ризоморфи